# Tour de télévision et de tourisme de Canton
La Tour Canton (chinois simplifié : 广州塔 ; chinois traditionnel : 廣州塔 ; pinyin : guǎngzhōu tǎ), abréviation de Tour de télévision et de tourisme de Canton (广州电视观光塔, guǎngzhōu diànshì guānguāng tǎ) ou surnommée Nouvelle tour de télévision de Canton (广州新电视塔, guǎngzhōu xīn diànshì tǎ) est une tour de télévision située à Canton en Chine.
Contrairement à l'architecture classique des tours de télévision qui ont généralement la forme d'une aiguille surmontée d'une plateforme d'observation circulaire, celle de Canton est une structure hyperboloïde inspirée de l'architecte russe Vladimir Choukhov, premier au monde à avoir réalisé ce type de construction en 1896 avec la structure hyperboloïde de Polibino.

## Historique
Réalisée à la demande du Guangzhou New Television Tower Group, la tour fait l'objet d'un concours international d'architecture remporté en 2004 par les architectes hollandais, Mark Hemel (en) et Barbara Kuit (en), du cabinet « Information Based Architecture (en) » (IBA), associé au bureau d'ingénierie Arup. 
Sa construction débute en 2005. La tour est opérationnelle depuis le 29 septembre 2010, et bien qu'elle ne soit pas complètement achevée, est ouverte en novembre 2010, en vue des Jeux asiatiques. Son toit est inauguré en novembre 2011.
Elle est, à l’époque, la plus grande tour du monde, remplaçant la tour CN de Toronto qui détient le record depuis 34 ans. Elle est rapidement détrônée, en 2011, par la Tokyo Skytree culminant à 634 mètres mais reste la tour la plus élevée de Chine.

## Structure
Composée de tubes étirés en torsade, elle fait 600 mètres de hauteur (antenne comprise) et son toit culmine à 454 mètres. Un cylindre central en béton accueille les six ascenseurs et les escaliers. Cinq modules viennent se fixer dessus, et contient les étages techniques et les halls d'observation. À l’intérieur, un musée, un centre commercial, des parking, des restaurants panoramiques au plancher tournant et des jardins peuvent accueillir plus de 8 000 personnes par jour. La plate-forme d’observation en plein air est pourvue d’un petit « manège » pour les amateurs de sensations fortes : une grande roue horizontale constituée de nacelles transparentes fait le tour du toit.
Deux immenses réservoirs contenant 100 000 l d'eau, et montés sur rails, sont placés à son sommet. Ils font office d'amortisseur pour réduire les oscillations en cas de typhons. Des robots pompiers chargés de veiller sur les espaces publics sont installés dans les plafonds. Si leurs capteurs infrarouge détectent un incendie, ils dirigent leur canon à eau vers la source de chaleur.